# ミステル・ニエブラ
ミステル・ニエブラ（Mr. Niebla、1973年2月22日 - 2019年12月23日）は、メキシコのプロレスラー。メキシコシティ出身。

## 来歴
1990年11月11日に「チャマコ・アウダース」のリングネームでデビュー。「エル・プピロ」、「エル・マルケス」、「バットマン」、「シャドウ・ドスミル」、「チコ・ヴェロス」などのリングネームの変遷を経て1992年3月24日から現在のリングネーム「ミステル・ニエベス」を用いるようになった。
90年代にCMLL入り。90年代はCMLLのタッグやトリオの王座を奪取。主にテクニコとして活躍。1996年にはIWA・JAPANに来日。1998年にIWRGに在籍したが、1999年のCMLL66周年記念の興行で再び参戦。2003年4月にはマスカラ・アニョ・ドスミルを破りCMLL世界ヘビー級王座を奪取。2004年10月にウニベルソ・ドスミルに敗れるまで5度の防衛をした。
2007年にライバルのAAA入り。「ロス・バイパース」のメンバーでルードとして活躍。
2008年からは再びCMLLに戻り「ラ・ペステ・ネグラ」のメンバー入り。
だが、長年重度のアルコール依存症に悩まされており、何度か重大なミスを犯すようになった。2015年1月18日に後楽園ホールで催された新日本プロレス主催の「ファンタスティカマニア」に無断欠場。ホテルで泥酔状態になっているのが発見され、そのまま入院し、以降のツアーを休業した。新日本プロレスは医療費をCMLLに請求し、激怒したCMLLによって、一旦解雇された。
さらに2018年8月には泥酔状態のままメインイベントに登場し、リングにも登れず転げ落ちる失態を演じた。試合は激怒した対戦相手のボラドール・ジュニアによってマスクを剥がされ反則裁定に終わり、CMLLは謹慎処分を言い渡した。ニエブラはファンに謝罪するとともに、自身の依存症を公表した。2019年3月まで経て長期休業を経て、その年10月まで現役で活動した。
だが、10月28日にSNSに右膝の古傷が原因による血液感染症に罹り入院したことが告知。そのまま治癒することなく、12月23日に死去した。46歳没。

## 得意技
- ラ・ネブリナ

変形の両手両足を固めるジャベ。ミラノコレクションA.T.のパラダイスロックに近い。
- アームドラッグ
- ハリケーンラナ
- ムーンサルトプランチャ

## 獲得タイトル
- CMLL世界ヘビー級王座 : 1回
- CMLL世界タッグチーム王座 : 1回

w / ショッカー
- CMLL世界トリオ王座：2回

w / アトランティス & リスマルク
w / アトランティス & ブラック・ウォリアー
- メキシコナショナルトリオ王座 : 1回

w / サファリ & オリンピコ
- 連邦区ウェルター級王座 : 1回
- 連邦区タッグチーム王座 : 1回
- WFSタッグチーム王座 : 1回

w / ベルティゴ